# 美星天文台
美星天文台（びせいてんもんだい）是位於日本岡山縣井原市美星町的天文台。

## 歷史
當時的美星町作為旨在透過互動實現區域活力的「星星村莊『中世紀吉備之莊』活力城鎮建設計畫」的一環，計畫在大田郡美星町大字大倉打造「中世紀歷史公園」，為當時自治省的主導項目建造的。。
美星天文台作為該計畫的標誌性設施而開發，於1993年7月7日開放，當時是日本最大公眾開放望遠鏡的天文台。
2021年（令和3年）11月1日：井原市美星町被國際非政府組織國際暗天協會認證為星空保護區。

## 設備
美星天文台是一座公共天文台，配備了岡山縣最大的公共望遠鏡（直徑101公分）。還有展出一座渾天儀複製品，根據中國原件製作的模型，由中國工程師組裝而成。該設施總造價（建設時）為4.584億日圓（主要構成為望遠鏡建設費（含圓頂）：1.43億日圓、渾天儀建設費：1500萬日圓）。

## 外部連結
- 美星天文台 ホームページ
- 井原市観光協会 公式サイト 「美星天文台」
- 美星町観光協会 美星天文台